# 運行情報表示装置

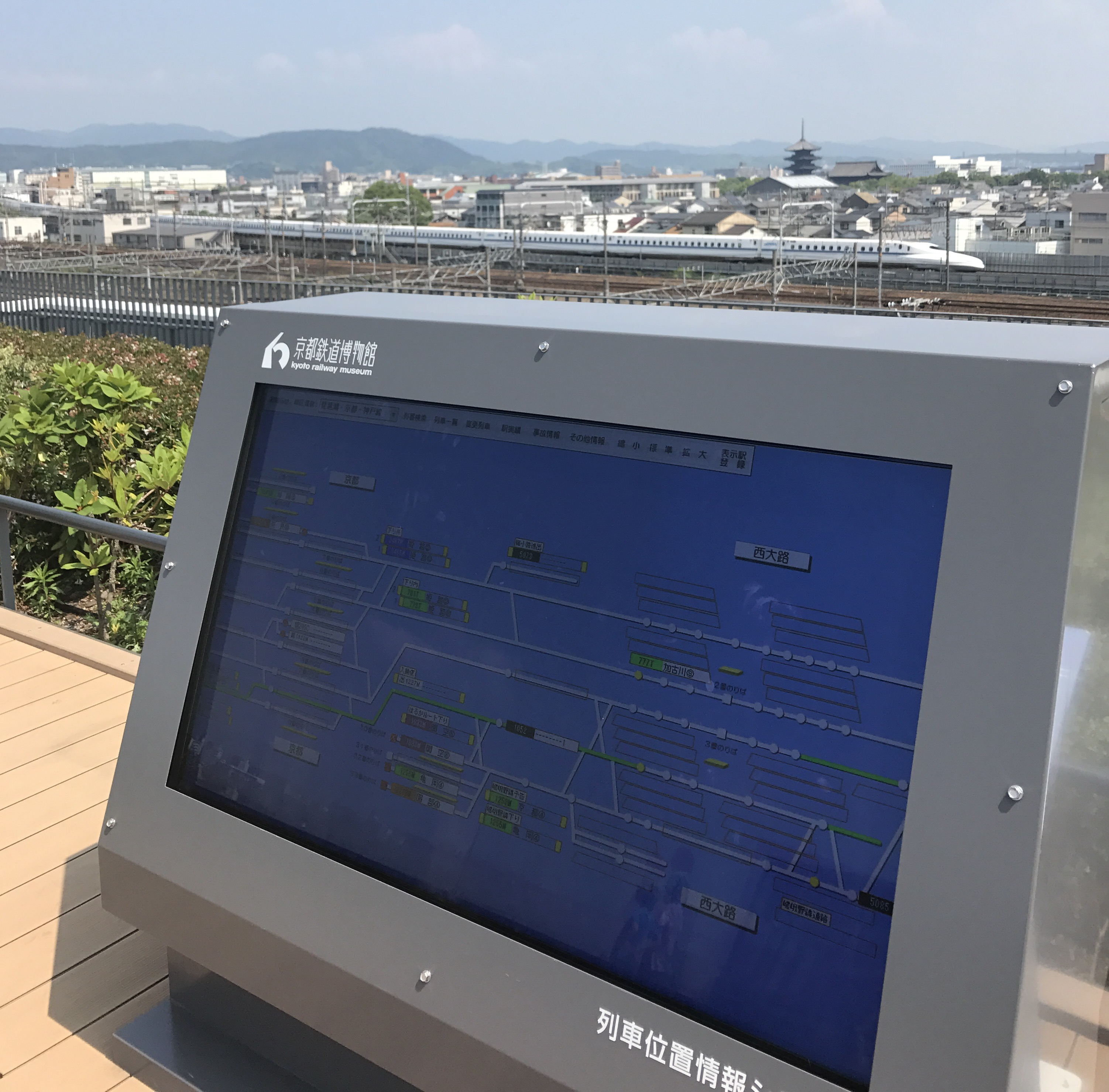
京都鉄道博物館で展示されている列車位置情報システム。

運行情報表示装置（うんこうじょうほうひょうじそうち）とは、鉄道において列車の走行位置や遅れなどの情報を提供するための装置である。運行管理でも使用される。通称TID (Traffic Information Display)。

## 機能
各列車の走行位置や遅れの情報など、列車の運転状況の情報を常時把握することができ、運転指令所・駅・乗務員区などに表示装置が設置されている。装置には、列車番号・在線位置・遅れ時分などが表示される。列車運行管理システムを司る上で重要な機能となっている。
西日本旅客鉄道（JR西日本）では2006年頃から駅POS端末と社内専用ネット回線に接続されたパソコン端末に京阪神（近畿圏）各路線の在線状況が把握できるように列車番号・在線位置・遅れ時分を表示していたが、2008年3月からバージョンアップを行い「駅社員用運行情報提供システム (Super-TID)」と称して、列車番号・在線位置・遅れ時分に加えて、種別・行先・両数と、列車の形式、信号の開通状況、抑止・運転整理を文字で表示するシステムを一部の線区で導入している。このシステムは、携帯端末とパソコン端末に表示することができる。
東日本旅客鉄道（JR東日本）では2007年頃以降に首都圏で整備されたデジタル列車無線に、ATOS導入路線での各列車の走行位置・遅延状況をリアルタイムで各列車に配信する機能を持たせている。これにより今まで指令員や駅係員しか確認できなかった各列車の走行位置・遅延状況が乗務員でも確認できるようになった。